# ريكي أوينز
ريكي أوينز (بالإنجليزية: Ricky Owens)‏ هو مغني أمريكي، ولد في 24 أبريل 1939، وتوفي في 6 ديسمبر 1996.

## وصلات خارجية
- ريكي أوينز على موقع ميوزك برينز (الإنجليزية)
- ريكي أوينز على موقع ديسكوغز (الإنجليزية)